# 陳循
陳循（ちん じゅん、1385年 - 1462年）は、明代の官僚。字は徳遵、号は芳洲。本貫は吉安府泰和県。

## 生涯
1415年（永楽13年）、首席で進士に及第し、状元となった。翰林院修撰に任じられ、朝廷の典故を学んだ。永楽帝が北京に移ると、陳循は南京の秘閣の書を持って北京に赴くよう命じられた。そのまま北京に留まって帝に近侍した。
1425年（洪熙元年）、陳循は侍講に進んだ。宣徳初年、宣徳帝の命を受けて南宮に宿直し、顧問をつとめた。玉河橋の西に邸を賜り、帝の巡幸には必ず従った。侍講学士に進んだ。1436年（正統元年）、経筵官を兼ねた。1443年（正統8年）、翰林院学士に進んだ。
1444年（正統9年）、陳循は文淵閣に入り、国政の機密に参与した。かつて朝廷の議論は三楊が主導していたが、楊栄と楊士奇が死去し、楊溥が老いたため、陳循と曹鼐・馬愉が内閣を構成し、朝政の議論に参加するようになった。翌年、陳循は戸部右侍郎に進み、学士を兼ねた。1449年（正統14年）、土木の変が起こり、人心が動揺したことから、陳循の提言の多くは景泰帝に聞き入れられた。学士を兼ねたまま、戸部尚書に進んだ。エセン・ハーンが北京を攻撃しようとすると、陳循は各辺境から精鋭の騎兵を北京防衛に派遣させ、敵に通じていると疑われる諸民族を辺境に帰させるよう、勅命を求めた。景泰帝は陳循の方策に従った。
1451年（景泰2年）、陳循は妻を葬るために郷里の人と墓地を争った。前後して巡按御史が陳循の不実を訴えたため、陳循は反論する上奏をおこなった。給事中の林聡らは陳循の罪を非難した。景泰帝は林聡の言を是としたが、陳循の罪を問わなかった。
12月、陳循は少保・兼文淵閣大学士に進んだ。景泰帝は皇太子を甥の朱見深から子の朱見済に交代させようと図っていたが、閣臣たちの反対を恐れて、まず陳循と高穀に白金100両を、江淵・王一寧・蕭鎡に50両を賜った。皇太子の交代について議論するよう詔が下ると、陳循らはあえて帝の意向に逆らおうとはせず、兼太子太傅を加えられた。ほどなく太子の令旨により百官に銀帛を賜った。翌月、景泰帝は再び陳循ら6人に黄金50両を賜った。1456年（景泰7年）、陳循は文淵閣大学士を兼ねたまま華蓋殿大学士に進められた。陳循の子の陳英と王文の子の王倫は順天府の郷試に応じて退けられ、考官の劉儼・黄諫と対立し、給事中の張寧らに弾劾された。景泰帝はまたもかれらの罪を不問とした。
1457年（天順元年）、英宗が復位し、于謙と王文が死去すると、陳循は杖罰100を受け、一兵士として鉄嶺衛に流された。1461年（天順5年）、英宗の詔により赦されて民となった。1462年（天順6年）、死去した。
著書に『芳洲集』16巻があった。